# El Molí d'Oliveres
El Molí d'Oliveres és una obra d'Amer (Selva) inclosa a l'Inventari del Patrimoni Arquitectònic de Catalunya.

## Descripció
Edifici aïllat de planta rectangular, d'una sola planta i amb una coberta de rajola plana de doble vessant a laterals que està situat entre la resclosa del riu Brugent i la carretera d'Amer a Les Planes, a l'alçada del mas d'Oliveres.
Al voltant del molí hi ha la resclosa, un desgüàs del rierol que ve d'Oliveres per sota la carretera i un canal de regadiu que segueix paral·lel al riu Brugent.
La façana està arrebossada amb la pedra vista i les obertures i les cadenes cantoneres són emmarcades de rajola. Pel que fa a l'entaulament, a la façana hi ha un frontó amb un ull de bou emmarcat de rajola. El sostre és de rajola plana i té un ràfec de quatre fileres de rajola. Hi ha obertures a totes les façanes, portes o finestres, a excepció del costat nord
Per sota hi ha un canal, pel qual rebia i expulsava l'aigua, cobert amb una volta rebaixada de rajola.
A l'interior de l'edifici hi ha restes dels mecanismes de funcionament del molí.

## Història
Aquest edifici està datat de finals del segle xix, i estigué en funcionament fins a mitjans del segle xx.
Es tracta d'un molí ubicat a la riba esquerre del riu Brugent, a l'alçada d'una reclosa.